# Xã Cuming, Quận Cuming, Nebraska
Xã Cuming (tiếng Anh: Cuming Township) là một xã thuộc quận Cuming, tiểu bang Nebraska, Hoa Kỳ. Năm 2010, dân số của xã này là 239 người.